# Hackberry (Louisiana)
Hackberry is een plaats (census-designated place) in de Amerikaanse staat Louisiana, en valt bestuurlijk gezien onder Cameron Parish.

## Demografie
Bij de volkstelling in 2000 werd het aantal inwoners vastgesteld op 1699.

## Geografie
Volgens het United States Census Bureau beslaat de plaats een oppervlakte van
242,6 km², waarvan 213,0 km² land en 29,6 km² water.

## Plaatsen in de nabije omgeving
De onderstaande figuur toont nabijgelegen plaatsen in een straal van 32 km rond Hackberry.